# منتدي ( DVD)
منتدى DVD هي منظمة دولية تتكون من الأجهزة، والبرمجيات، ووسائل الإعلام وشركات الإنتاج التي تستخدم وتطور DVD وسابقا HD DVD الأشكال. كانت تعرف في البداية باسم DVD Consortium عندما أسست في عام 1996.

## التاريخ والرسالة
أنشأ منتدى DVD لتسهيل تبادل المعلومات والأفكار حول تنسيق DVD ، وهو تطور آخر لتنسيق LaserDisc ، ولتمكينه من النمو من خلال التحسين التقني والابتكار. وتأمل المنظمة في تعزيز القبول العالمي لأقراص DVD للترفيه والإلكترونيات الاستهلاكية وتطبيقات تكنولوجيا المعلومات. العضوية في منتدى DVD مفتوحة لأية شركة أو منظمة معنية بأبحاث DVD أو تطورها أو تصنعها؛ وكما يتم تشجيع شركات البرمجيات ومستخدمي أقراص DVD الآخرين المهتمين بتطوير التنسيق على الانضمام. يمكن لأعضاء المنتدى دعم التنسيقات الأخرى بالإضافة إلى DVD.[بحاجة لمصدر]
يعد منتدى DVD مسؤولاً عن المواصفات الرسمية لتنسيق DVD. تتولى المجموعة ترخيص تنسيق وشعار DVD من خلال مؤسسة ترخيص التنسيق وشعار DVD) DVD FLLC)، والتي تنشر أيضًا مواصفات تنسيق "DVD Book" الرسمية. يتم نشر المواد المرجعية والنشرات الإخبارية لأعضاء منتدى DVD.[بحاجة لمصدر]
في سنة 2003، كان منتدى DVD يضم 208 أعضاء.  وفي عام 2007، كان لديهم 195 عضوا مسجلا. في عام 2008، كان لديهم 159 عضوا مسجلا،  وفي عام 2010، كان لديهم 98 عضوا مسجلا. واستمر هذا الاتجاه التنازلي في عام 2012 حيث بلغ عدد الأعضاء 80 عضوا. منذ 1 أبريل 2012، المنتدى في «وضع النشاط المنخفض»،  ومع ذلك، لا يزال قرص DVD FLLC نشطًا اعتبارًا من عام 2020.

## البنية
منتدى DVD ترأسه لجنة توجيه منتخبة. لديها شركة في كرسي وثلاث شركات نائب رئيس: واحدة من كل من الإلكترونيات الاستهلاكية وتكنولوجيا المعلومات وصناعات المحتوى. يتم انتخاب شركات الرئيس ونائب الرئيس لمدة عامين.
بالإضافة إلى اللجنة التوجيهية، يتكون منتدى DVD من اللجان التالية:
- مجموعة التنسيق الفني - لتنسيق أنشطة مجموعات العمل وتقديم المقترحات الفنية إلى اللجنة التوجيهية
- عدد من مجموعات العمل - للعمل على جوانب مختلفة من تنسيق DVD.
- لجنة الترويج والاتصال - لتعزيز تبادل المعلومات بين المشاركين
- لجنة سياسة التحقق - للحفاظ على امتثال منتجات DVD لتنسيقات DVD المعتمدة من قبل منتدى DVD
- المجموعة الاستشارية للشكل / الشعار - لتقديم المشورة للجنة التوجيهية بشأن المسائل المتعلقة بالأسماء والشعارات وترخيص تنسيقات DVD وشعارات DVD

## الأعضاء المؤسسين
- هيتاشي المحدودة.
- باناسونيك
- شركة Mitsubishi Electric
- شركة بايونير الإلكترونية
- Royal Philips Electronics NV
- شركة سوني
- طومسون
- وارنر ميديا
- شركة توشيبا
- شركة فيكتور اليابانية المحدودة. (JVC)
- NBC العالمية
- شركة والت ديزني

## تنسيقات منافسة
المعايير المنافسة التي طورها تحالف DVD + RW المنافس هي للتنسيقات «الإضافية» (DVD + R ، DVD + RW). كان قادة التحالف Philips وSony و Thomson أيضًا أعضاء مؤسسين لمنتدى DVD ، الذي تأسس في عام 1997. اعتبارًا من 2009 ، يبدو كل من تنسيقات plus و dash على نفس القدر من الشعبية بين العملاء، وكلاهما متوافق مع الغالبية العظمى من مشغلات DVD.